# Sint-Lambertuskerk (Lovenjoel)
De Sint-Lambertuskerk is een kerkgebouw in Lovenjoel in de gemeente Bierbeek in de Belgische provincie Vlaams-Brabant. Het gebouw staat aan de Stationsstraat in een bocht van de weg.
Het neogotische gebouw bestaat uit een vierkante ingebouwde gotische westtoren van zandsteen, een schip met vijf traveeën en een driezijdig gesloten koor met twee traveeën. De toren is gebouwd met zandsteen en heeft vijf geledingen met bovenop een ingesnoerd tentdak. Aan de westzijde bevindt zich een korfboogvormig portaal en de klokkenverdieping van de toren is gaaf bewaard gebleven. De rest van het kerkgebouw is opgetrokken in baksteen. Aan de noordzijde en zuidzijde van de westelijke travee van het koor zijn sacristieën aangebouwd. Het gebouw heeft steunberen die de traveeën scheiden die voorzien zijn van spitsboogvensters. De westgevel heeft drie spitsboogvensters, waarvan een in de toren. De toren heeft aan iedere zijde een spitsboogvormig galmgat.
De kerk is de parochiekerk van het dorp en is gewijd aan Sint-Lambertus.

## Geschiedenis
In de 15e eeuw werd de huidige toren gebouwd.
In 1853 werd de oude kerk die op deze plek stond afgebroken. Alleen het onderste deel van de toren bleef staan.
In 1854 werd de nieuwe kerk gebouwd, waarbij de oude toren werd ingesloten. Dit gebeurde naar het ontwerp van architect Alexander van Arenbergh. De inwijding van de kerk, door aartsbisschop Engelbert Sterckx, volgde op 29 mei 1854.